# Милоевич, Звонко
Звонко Милоевич (серб. Звонко Милојевић; 30 августа 1971, Ягодина) — сербский футболист, вратарь.

## Карьера
Дебютировал во взрослом футболе в возрасте 17 лет в матче Кубка УЕФА 1989/90 против «Кёльна», но первый сезон провёл в роли Стевана Стояновича. После ухода Стояновича Милоевич всё же не стал основным вратарем из-за покупки Драгое Левковича. В 1997 году Звонко покинул «Црвену Звезду», проведя за неё в общей сложности более 150 матчей. Следующие десять лет карьеры провёл в Бельгии, выступая за «Андерлехт» и «Локерен»
15 ноября 2007 года Милоевич попал в автокатастрофу. Автомобиль футболиста вылетел на обочину, а сам Звонко находился в коме 12 дней и несколько раз был прооперирован. После этого был парализован.
С 1995 по 1997 годы был игроком сборной Югославии и сыграл за неё 10 матчей. Он дебютировал 4 февраля 1995 года в игре против Южной Кореи в Кубке Carlsberg в Гонконге, а в последний раз на поле за национальную команду вышел 7 февраля 1997 года в противостоянии с Гонконгом (3: 1) также в Кубке Calsberg.

## Достижения
- Кубок европейских чемпионов: 1990/91